# Талько Ігор Йосипович
Ігор Йосипович Талько (нар. 29 вересня 1959) — радянський, український та російський футболіст, захисник, півзахисник, нападник. Російський тренер.

## Кар'єра гравця
Ігор Талько народився 29 вересня 1959 року. Футбольну кар'єру розпочав у 1977 році в житомирському «Спартаку», який на той час виступав у Другій лізі чемпіонату СРСР. Зіграв 9 матчів та відзначився 1 голом. У 1978—1979 роках проходив військову службу. У 1980 році повернувся до «Спартака», кольори якого захищав до 1983 року. За цей час у другій лізі СРСР зіграв 164 матчі та відзначився 29-ма голами.
У 1984 році перейшов до представника Вищої ліги чемпіонату СРСР, харківського «Металіста». У складі «Металіста» дебютував 22 лютого 1984 року в переможному (2:0) домашньому матчі 1/16 фіналу кубку СРСР. Ігор вийшов на поле на 75-й хвилині, замінивши Володимира Лінке. Дебютний матч у Вищій лізі чемпіонату СРСР зіграв 22 березня 1984 року (3-й тур, нічия 0:0) проти вільнюського «Жальгіріса». Талько вийшов на поле в стартовому складі та відіграв увесь матч. Дебютним голом у футболці «металістів» відзначився 3 травня 1984 року на 24-й хвилині програного (2:3) домашнього поєдинку 8-го туру вищої ліги чемпіонату СРСР проти донецького «Шахтаря». Ігор вийшов на поле в стартовому складі та відіграв увесь матч. У футболці харківського клубу в чемпіонатах СРСР зіграв 106 матчів та відзначився 11-ма голами, у кубку СРСР — 7 поєдинків. У 1988 році втратив своє місце в основі «Металіста» (зіграв усього 2 матчі у Вищій лізі), тому перейшов до іншого харківського клубу, «Маяка» (18 матчів, 6 голів), який виступав у другій радянській лізі. Того ж року перейшов до складу першолігового запорізького «Металурга» (22 матчі, 2 голи). У 1989 році повернувся до Житомира та почав виступати в складі місцевого «Полісся». У футболці житомирян у другій та другій нижчій лізі чемпіонату СРСР відіграв 149 матчів (19 голів). Після розпаду СРСР залишився в «Хіміку» (тепер під цією назвою виступала житомирська команда), який стартував у першій лізі чемпіонату України. Дебютував в українських футбольних змаганнях 16 лютого 1992 року, в переможному (2:1) виїзному поєдинку 1/32 фіналу кубку України проти нікопольського «Металурга». Талько вийшов у стартовому складі та відіграв увесь матч. У першій лізі дебютував 17 березня 1992 року у програному (1:4) виїзному поєдинку 2-го туру підгрупи 1 проти дрогобицької «Галичини», при цьому єдиним голом у складі «Полісся» відзначився на 42-й хвилині саме капітан команди, Ігор Талько, цей гол став для Ігоря дебютним в українських футбольних змаганнях (цей поєдинок Талько відіграв «від свистка — до свистка»). Того сезону Талько в першій лізі зіграв 26 матчів (5 голів), ще 4 поєдинки провів у кубку України.
У 1992 році перейшов до шепетівського «Темпу», який на той час також виступав у першій лізі. Дебютував у футболці шепетівського клубу 1 серпня 1992 року в переможному (1:0) виїзному поєдинку 1/64 фіналу кубку України проти ялтинського «Інтуриста». Ігор вийшов на поле в стартовому складі та відіграв увесь матч. Дебютним голом у футболці «Темпа» відзначився 7 серпня 1992 року на 63-й хвилині переможного (2:0) виїзного поєдинку 1/32 фіналу кубку України проти севастопольської «Чайки». Ігор вийшов на поле в стартовому складі та відіграв увесь матч. У складі «Темпу» в першій лізі дебютував 11 серпня 1992 року в переможному (3:1) домашньому поєдинку 1-го туру проти чортківського «Кристала». Дебютним голом у першій лізі відзначився 26 вересня 1992 року на 44-й хвилині переможного (6:0) поєдинку 10-го туру проти стрийської «Скали». Ігор вийшов у стартовому складі та відіграв увесь матч. За підсумками сезону 1992/93 років «Темп» став срібним призером першої ліги та здобув путівку до Вищої ліги, а Ігор у чемпіонаті зіграв 40 матчів та відзначився 2-ма голами (ще 3 матчі та 1 забитий м'яч на його рахунку у кубку України). Сезон 1993/94 років розпочав у «Темпі», але так і не зігравши жодного поєдинку залишив команду.
У 1993 році повертається до Житомира, де підписує контракт з місцевим «Поліссям». У складі житомирського клубу дебютував 24 вересня 1993 року в переможному (2:0) домашньому матчі 9-го туру першої ліги чемпіонату України проти СК «Одеси». Талько вийшов у стартовому складі, а на 81-й хвилині його замінив Ігор Ткачук. Того сезону Ігор зіграв 12 матчів. Також у сезоні 1993/94 років провів 1 поєдинок у футболці клубу «Керамік» (Баранівка).
У 1994 році виїхав до Росії, де підписав контракт з представником другого дивізіону місцевого чемпіонату, клубом «Чкаловець» (Новосибірськ). Дебютував за новосибірський клуб 12 травня 1994 року в нічийному (0:0) виїзному поєдинку 1-го туру другого дивізіону чемпіонату Росії (зона «Сибір») проти новокузнецького «Металурга». У складі «Чкаловця» зіграв у другому дивізіоні зіграв 14 матчів та відзначився 1 голом, ще 2 матчі провів у кубку Росії. У 1995 році перейшов до іншого друголігового російського клубу, «Сахалін» (Холмськ). Того сезону зіграв 28 матчів у чемпіонаті Росії. У 1997 році повернувся до «Чкаловця», у футболці якого зіграв 33 матчі (8 голів) у другому дивізіоні та 1 поєдинок у кубку Росії. У 1999 році відзначився 5-ма голами у футболці «Спартака» (Новосибірськ), який виступав в аматорському чемпіонаті Росії. У 2000 році захищав кольори іншого російського аматорського клубу, «Новосибірськ-Олімпік-2» (Новосибірськ).

## Кар'єра тренера
У 2001 році був тренером, а потім і головним тренером клубу «Новосибірськ-Олімпік» (Новосибірськ). З 2016 року очолює клуб «Фламінго» (Новосибірськ).

## Досягнення
- Перша ліга чемпіонату України
  -  Срібний призер (1): 1992/93